# Ilona Gusenbauerová
Ilona Gusenbauerová, rozená Ilona Majdanová (* 16. září 1947, Gummersbach, Severní Porýní-Vestfálsko) je bývalá rakouská atletka, skokanka do výšky, která se narodila v Německu.
Věnovala se skoku do výšky. V roce 1968 skončila osmá ve finále letních olympijských her, které se konaly v Ciudad de Mexico. O rok později na mistrovství Evropy v Athénách obsadila sedmé místo s výkonem 177 cm. Na prvním oficiálním halovém mistrovství Evropy 1970 (první čtyři ročníky nesly název Evropské halové hry) získala ve Vídni zlatou medaili, když překonala 188 cm. V témže roce vybojovala bronzovou medaili na světové letní univerziádě v Turíně. V roce 1971 se stala v Helsinkách mistryní Evropy, když jako jediná skočila 187 cm.
4. září 1971 vytvořila nový světový rekord, když ve Vídni skočila 192 cm. O jeden cm tehdy vylepšila více než deset let starý světový rekord Rumunky Jolandy Balaşové, která výšku 191 cm skočila 16. června1961 v Sofii.[zdroj?]
Reprezentovala na letních olympijských hrách v Mnichově 1972, kde ve finále překonala na druhý pokus 188 cm a získala bronzovou medaili. Hned tři postupné výšky (171, 176 a 185 cm) zdolala až třetím pokusem. Ve třiadvacetičlenném finále absolvovala celkově šestnáct pokusů, nejvíce ze všech zúčastněných výškařek. Pozdější olympijská vítězka Ulrike Meyfarthová potřebovala pokusů jen devět. Svým poslední skokem na výšce 192 cm navíc přesně po roce vyrovnala světový rekord rakouské výškařky. Na halovém ME 1973 v Rotterdamu skončila sedmá.